# 刘亚洲
刘亚洲（1952年10月19日—），安徽省宿县人，生于浙江省宁波奉化区，是原中華人民共和國中国人民解放军空军上将、作家，曾任中共第十七届中央纪委委员及中共第十八届中央委员。他是邓小平时代中共八大元老及中国国家主席李先念的女婿。刘在江泽民和胡锦涛两任中共中央总书记执政时期以文论政，支持军队国家化，被视为开明派。

## 生平
1952年10月19日生于浙江宁波。1968年3月参加中国人民解放军，历任中国人民解放军陆军第六十三师步兵第一八七团八连战士、副班长、班长、排长，团报道组报道员。1970年11月加入中国共产党。1972年进入武汉大学外语系英文专业学习，大学学历。1975年毕业后，在民航北京管理局（首都机场）宣传处工作。1979年，任中国人民解放军空军政治部联络部一处干事。1984年底，任中国作家协会理事。1986年，任中国人民解放军空军政治部文化部文艺创作室副团职创作员。1986年5月到1987年，担任美国斯坦福大学访问学者。1987年回国后，立三等功，任正团职创作员。
1988年8月，任中央军委办公厅政治部副师职干事。1990年8月，任中国人民解放军总参谋部装甲兵装备技术研究所政委、党委书记。1993年1月，任中国人民解放军北京军区空军政治部副主任。1997年任中国人民解放军北京军区空军政治部主任。2002年1月，任中国人民解放军成都军区空军政治委员。2003年12月，任中国人民解放军空军副政治委员兼纪委书记。2009年12月，任中国人民解放军国防大学政治委员，2017年初未到龄退职。2007年在中共十七大上当选为第十七届中央纪律检查委员会委员，2012年在中共十八大上当选为第十八届中央委员会委员。
1996年6月，晋升为空军少将军衔；2003年，晋升为空军中将军衔；2012年7月，晋升为空军上将军衔，2017年年初，未满65岁的刘亚洲提前退休，未獲安排職位。劉亞洲曾於2010年在接受《鳳凰周刊》專訪時談及：「十年之內，一場由威權政治向民主政治的轉型將不可避免地發生。」。
劉亞洲在2021年突然傳出失蹤消息，直至2023年3月24日，香港傳媒《明報》表示劉亞洲被指涉嫌以基金會、協會等名義聚斂巨額財富，犯下嚴重貪腐案，可能將被當局重判「死刑緩期兩年執行」刑罰，劉亞洲恐在獄中度過殘年。《明報》又引述消息人士稱，劉的妻子、前國家主席李先念的女兒李小林「平安，不受影響」。中國的「紅色文化網」連續刊登署名「賀蘭峰」的文章，批評劉亞洲鼓吹西方文明的「人道、人權、人性、民主、自由」等普世價值觀，「是一個典型的野心家和陰謀家」。2023年4月13日，據星岛日报报道，中央军委纪委已在2023年春节前后完成了对刘亚洲的调查，刘亚洲已被双开，同时也被移交军队司法系统处理。同時中國军方在2023年2月底下发通知，要求在3月份清除“刘亚洲有害信息”，并要求各单位以自查的方式，对照《涉刘信息资料统计表》，清除涉及刘亚洲的图书、报纸、期刊、文章、题字、讲稿等。。
2024年，旅美政治学者王军涛称，据他从刘亚洲亲戚处了解，刘亚洲已于2023年底被判无期徒刑。

## 家庭

### 父母
- 刘建德，新四军老兵，最高曾任兰州军区后勤部副政委[11][12]
- 陈于湘，浙江省温州市苍南县宜山农村人，曾任甘肃省工商银行工会主席[11][12]。

### 兄弟
- 二弟：刘亚苏少将，曾为中国人民解放军总参谋部副军职[11][12]。
- 三弟：刘亚伟，1987年到美国留学，毕业于美国埃默里大學，定居美国，曾任埃默里大学政治学系兼职副教授、美国亚特兰大中国研究中心副主任等，后任美国卡特中心中国项目主任、佐治亚帕里米特学院副教授，全美中国研究联合会会长[11][12][13][14]。
- 四弟：刘亚军，从事教育科技事业，定居国外[11][12]。
- 五弟：刘亚武空军大校，曾任空军第五师政委[11][12]，2020年时任中国人民解放军空军武汉基地政治部主任[15]。

### 夫人
- 李小林，前中国国家主席李先念之女，中國人民對外友好協會会长，和刘亚洲同为武汉大学1972级外语系学生[16]。

## 荣誉
- 第八届武汉大学杰出校友

## 作品
1978年开始发表作品。1984年加入中国作家协会。早年曾以军事题材报告文学闻名，21世纪起又发表一系列关于国家战略和军事战略的作品，發表過〈金門戰役檢討〉、〈我願意做自由思想的殉道者〉等文章，著有九卷「劉亞洲文集」等作。主要作品有：
文学
- 《陈胜》，长江出版社，1977年
- 《秦时月》，人民文学出版社，1982年
- 《短剑忠魂》，河南人民出版社，1982年
- 《大山母山别墅》，福建人民出版社，1982年
- 《两代风流》，解放军文艺出版社，1984年
  - 《两代风流》，中国社会出版社，2007年
  - 《两代风流》，新华出版社，2012年
- 《写给男儿们看的书——刘亚洲小说报告文学选》，中国文联出版社，1985年
- 《女人的名字是弱者吗？》，人民文学出版社，1985年
- 《一个女人和一个半男人的故事》，人民文学出版社，1987年
- 《王洪文追求的女人》，团结出版社，1989年

政治
- 《中国心》，陕西人民出版社，1984年
- 《胡耀邦之死》，韩国国民日报出版社，1989年
- 《农民问题》，《国家战略》编辑部
- 《甲申再祭》，2004年《国家战略》编辑部

军事
- 《恶魔导演的战争》，解放军文艺出版社，1984年
  - 《恶魔导演的战争》，中国文学出版社，1993年
- 《攻击 攻击 再攻击》，华艺出版社，1993年
  - 《攻击 攻击 再攻击》，新华出版社，2011年
- 《甲午殇思》刘亚洲、丁一平、金一南 等著，刘声东、张铁柱 编，上海远东出版社，2014年
- 《赢在制空权 刘亚洲解读世界空战百年史》，航空工业出版社，2014年
- 《精神：精神一变天地宽》，长江文艺出版社，2015年
- 《强军策》刘亚洲、金一南等，上海远东出版社，2016年
- 《战神凌空 世界空军百年点评》，长江文艺出版社，2016年

文集
- 《刘亚洲作品集》，改革出版社，1996年
- 《刘亚洲军事作品经典》，四川人民出版社，2000年
- 《刘亚洲战略文集》（全三册），内部资料，2009年。[17]共分为五篇
  - 第一篇 战略文集杂选，第二篇 论军队发展与战略，第三篇 论国家发展战略，第四篇 论台海战略，第五篇 论周边关系及外交战略。
- 《刘亚洲国家思考录》，香港文汇出版社，2013年
- 《刘亚洲论著选》（上下册），内部资料，2014年
- 《刘亚洲文集》共九卷，长江文艺出版社，2014年。收录小说、报告文学、散文等。
  - 第1卷 秦时月，第2卷 短剑忠魂、开国皇帝等，第3卷 开山母山，第4卷 两代风流，第5卷 恶魔导演的战争等，第六卷 黄植诚、李大维等人物传记，第七卷 短篇小说 电影文学剧本等，第8卷 散文杂文，第9卷 战神凌空。

主编
- 《中国航空史》刘亚洲、姚峻 主编，湖南科学技术出版社，2008年
- 宣传片《较量无声》2013年总策划刘亚洲，撰稿人和总编导是秦天。
- 《当代世界军事与中国国防》刘亚洲 主编，中共中央党校出版社，2016年
- 《伟大的突围——纪念中原突围胜利70周年文集》张仕波、刘亚洲 主编，国防大学出版社，2016年

### 引用
1. 1 2  鍾仕. . 明報新聞網. 2023年3月24日  [2023-03-27]. （原始内容存档于2023-05-24） （中文（繁體））. 在「江胡時代」（江澤民、胡錦濤兩位前中共總書記），劉亞洲常撰文針砭時弊，在知識界有「憂國憂民」的正面形象，在外界也有黨內「開明派」的評價。
2. 1 2 3 4  李先念女婿劉亞洲涉貪 移交軍隊司法系統 恐遭重判 （页面存档备份，存于），來源：世界日報，聯合新聞網，2023-04-14
3. 1 2  . 中国作家网. 2016-06-27  [2018-12-10]. （原始内容存档于2018-12-10）.
4. 1 2  . 凤凰网. 2016-06-27  [2018-12-10]. （原始内容存档于2016-07-26）.
5. 1 2 3  . 党建网. 2015-12-29  [2018-12-10]. （原始内容存档于2018-12-10）.
6. ↑  . 中华人民共和国国防部. 2012-07-31  [2012-07-31]. （原始内容存档于2012-08-01）.
7. 1 2 3  「紅二代」涉妄議習中央 解放軍上將劉亞洲落馬恐遭重判 （页面存档备份，存于），自由時報電子報，2023-04-16
8. ↑  . 星島日報. 2023-04-13  [2023-04-13]. （原始内容存档于2023-04-17）.
9. ↑  . 早报. 2023-04-13  [2023-04-13]. （原始内容存档于2023-04-17） （中文）.
10. ↑  .   [2024-03-23]. （原始内容存档于2024-04-24）.
11. 1 2 3 4 5 6  . 温州日报瓯网. 2016/08/03 05:47  [2020-06-25]. []
12. 1 2 3 4 5 6  . 温州网. 2019-10-08 08:18:00  [2020-06-25]. （原始内容存档于2020-07-04）.
13. ↑  . 澎湃新闻. 2015-09-23  [2018-12-10]. （原始内容存档于2019-06-04）.
14. ↑  . 腾讯. 2011-06-27  [2018-12-10]. （原始内容存档于2019-03-30）.
15. ↑  . 中国小康网. 2020-05-14  [2020-06-25].
16. ↑  . 搜狐. 2017-02-27  [2018-12-10]. （原始内容存档于2019-06-11）.
17. ↑  杨会军. . 政工学刊. 2011, (03): 77  [2018-12-10]. ISSN 1006-1452. （原始内容存档于2019-06-05）.

## 参閱
| 中国人民解放军职务 | 中国人民解放军职务                                      | 中国人民解放军职务 |
| ------------------ | ------------------------------------------------------- | ------------------ |
| 前任： 童世平      | 中国人民解放军国防大学政治委員 2009年12月—2017年1月     | 繼任： 吴杰明      |
| 前任： 冯永生      | 中国人民解放军成都军区空军政治委員 2002年1月—2003年12月 | 繼任： 王玉发      |